# Eyvor Brunner
Eyvor Inger Christina Brunner, född  20 september 1947 i Lomma, död 30 oktober 2016 i Lund, var en svensk konstnär.
Hennes konst bestod av figur- och landskapsmålningar. Hon illustrerade bland annat John Nihléns bok Gotländska sagor 1976. Brunner är representerad vid Malmö museum.